# Vincent Camelbeeck
Vincent Camelbeeck (* 23. November 1986 in Hannut) ist ein ehemaliger belgischer Eishockeyspieler, der den Großteil seiner Karriere beim IHC Leuven in der belgischen Ehrendivision spielte.

## Karriere
Vincent Camelbeeck begann seine Karriere beim IHC Leuven, für den er 2002 in der belgischen Ehrendivision debütierte. Nachdem er mit dem Klub 2005 belgischer Meister und ein Jahr später Pokalsieger geworden war, wechselte er nach Frankreich zur Union Sportive Le Vésinet Hockey, für die er zwei Jahre in der zweitklassigen Division 1 spielte. Nach deren Abstieg in die Division 2 kehrte er 2008 nach Leuven zurück und wurde 2010 und 2013 mit dem Klub erneut Meister. 2013 wechselte er nach Lüttich zu den Bulldogs de Liège, mit denen er 2014 den ersten Meistertitel seit 1974 in die Wallonie holte und im selben Jahr auch Pokalsieger wurde. 2015 beendete er dort seine Karriere.

### International
Für Belgien nahm Camelbeeck im Juniorenbereich an der U18-Weltmeisterschaft der Division II 2004 und  den U20-Weltmeisterschaften 2004 und 2005 in der Division II teil.
Für die Herren-Nationalmannschaft nahm Camelbeeck an den Weltmeisterschaften der Division II 2007, 2008, 2009 und 2010 teil.

## Erfolge und Auszeichnungen
- 2005 Belgischer Meister mit dem IHC Leuven
- 2006 Belgischer Pokalsieger mit dem IHC Leuven
- 2010 Belgischer Meister mit dem IHC Leuven
- 2013 Belgischer Meister mit dem IHC Leuven
- 2014 Belgischer Meister und Pokalsieger Bulldogs de Liège